# サンル川
サンル川（サンルがわ）は、北海道上川総合振興局管内、上川郡下川町の珊瑠（さんる）地区を流れる天塩川水系の一級河川で、名寄川最長の支流である。流路の途中には多目的ダムのサンルダムが存在する。

## 川名の由来
アイヌ語の「サンルペㇱペ（san-ru-pes-pe）」（サㇽ〔sar〕・道・それに沿って下る・もの）が下略され、字をあてたものである。
原義を意訳すると、「山を越えた沙留（現：興部町）への峠道」、という意になるが、山を越えた先は沙留より少し北の雄武であり、沙留とは何らかの特殊な関係があったのではないかと推測されている。
への道という

## 地理
北海道オホーツク総合振興局管内、紋別郡雄武町の毛鐘尻山の南方で、下川町の区域に源を発し西南に流れる。支流幌内越沢川との合流部付近より南へと流路をとり、サンルダムによってできた人造湖のしもかわ珊瑠湖を経て、下川町市街地北部で名寄川に合流する。

## 流域の自治体
北海道
上川郡下川町

## 支流
- 幌内越沢川 - アイヌ語名「サク・ル・ペシ・ペ」（夏・道・それに沿って下る・者）、峠を越すとオホーツク海に注ぐ幌内川上流に出る。
- サンル十二線川 - アイヌ語名「オクルマットマナイ」、支流の鉱山沢川（旧名「御車右股沢川」、アイヌ語名「シンノシケクシペッ」）の上流に珊瑠鉱山があった。
- 一の沢川 - アイヌ語名「ヌカナンポ」。

## 並行する交通
- 北海道道60号下川雄武線